# Teatro Politeama (Lisboa)
O Teatro Politeama, ou Cine-Teatro Politeama, é uma sala de espetáculos localizado em Lisboa, em plena Baixa, na rua das Portas de Santo Antão.
Inaugurado por iniciativa de Luís António Pereira, amante de teatro e de música e que quis assim dotar a cidade com uma nova sala de espetáculos, o Teatro Politeama foi construído segundo projeto de Miguel Ventura Terra. A primeira pedra foi lançada em 12 de maio de 1912 e a inauguração foi a 6 de dezembro de 1913 com a opereta Valsa de Amor.
Desde o final do século XX, o Teatro Politeama tem servido de palco a peças musicais criadas e dirigidas pelo encenador Filipe La Féria.
O Teatro Politeama está classificado como Imóvel de Interesse Público desde 2002.

## Peças
| Ano         | Peça                          | Encenação       | Elenco |
| ----------- | ----------------------------- | --------------- | --- |
| 1919/1920   | O Médico à Força de Moliére   | Chaby Pinheiro  | |
| 1922        | Malade Imaginaire de Moliére  | Signoret        | |
| 1933        | O Dia dos Romeiros            | José Clímaco    | Cremilda de Oliveira, Soares Correia, Maria Amélia, Zulmira Miranda |
| 1999?-2005? | Amália - O Musical            | Filipe La Féria | Alexandra, Mariema, Carlos Quintas, Noémia Costa, Alberto Villar, Fátima Severino, Hugo Rendas, Paulo Vasco, Mafalda Drummond, Patrícia Resende... |
| 2007        | Música no Coração             | Filipe La Féria | Mariana Vasconcelos Bandhold |
| 2009        | Gaiola das Loucas             | Filipe La Féria | José Raposo, Carlos Quintas, Rita Ribeiro, Hugo Rendas, Sara Lima, Filipe Albuquerque, Joel Branco, Alexandre Falcão |
| 2013        | Grande Revista à Portuguesa   | Filipe La Féria | Marina Mota, João Baião, Maria Vieira,Ricardo Castro,Vanessa,Filipe Albuquerque, Rui Andrade, Ricardo Soler, Patricia Resende, Bruna Andrade, Adriana Faria |
| 2014        | Principezinho                 | Filipe La Féria | Bruno Xavier, Sara Cabeleira, Afonso Cardoso, Francisco Magalhães, João Sá Coelho, Miguel Palma, Pedro Goulão, Rodrigo Melo, Rui Pereira, Tiago Isidro, Paulo Miguel, Sérgio Lucas, Bruna Andrade, David Mesquita, Ana Sofia Cruz |
| 2014        | Portugal à Gargalhada         | Filipe La Féria | Marina Mota, Joaquim Monchique, José Raposo, Maria João Abreu, Ricardo Soler, Paula Sá, Patricia Resende, Bruna Andrade, Filipe Albuquerque, David Mesquita, Paulo Miguel, Jonas Cardoso |
| 2015        | A República das Bananas       | Filipe La Féria | Rita Ribeiro, Anabela, Paula Sá, José Raposo, Ricardo Castro Ricardo Soler, Bruna Andrade, João Duarte Costa, Patrícia Resende, Paulo Miguel e David Mesquita |
| 2016        | Pequena Sereia                | Filipe La Féria | Paula Sá, Filipe Albuquerque, João Duarte Costa, Carina Leitão, Inês Branco, Daniel Galvão, Ricardo Raposo, Ana Sofia, Tiago Isidro, Sara Cabeleira, Paulo Miguel Ferreira, Jonas Cardoso, Miguel Tira-Picos, Hugo Matias, André Fernandes e Ricardo Ramos |
| 2016        | Árvores Morrem de Pé          | Filipe La Féria | Manuela Maria, Ruy de Carvalho,João D' Ávila,Carlos Paulo, Patricia Resende, Maria João Abreu,Rosa Areia, Hugo Rendas, Ricardo Castro, Paula Fonseca, João Duarte Costa,João Sá Coelho, Pedro Goulão |
| 2017        | Amália - O Musical            | Filipe La Féria | Alexandra, Anabela, Liana, Hugo Rendas, Cristina Oliveira, Carlos Quintas, Fátima Severino, Paula Marcelo, Alberto Villar, Nuno Guerreiro, Francisco Sobral, Mafalda Drummond, Rosa Areia, Carlos Veríssimo, Tiago Diogo, Patrícia Resende, João Duarte Costa... |
| 2017        | Comédia Fantástica            | Filipe La Féria | Cristina Oliveira, Carlos Quintas, Helena Isabel, Nuno Guerreiro, Rita Salema, Patricia Resende, Maria Henrique, Marina Albuquerque |
| 2017        | Aladino                       | Filipe La Féria | Daniel Galvão, João Friza, Carina Leitão, Inês Branco, Patricia Resende, Jonas Cardoso, Sara Cabeleira, João Duarte costa, Tiago Isidro, Paulo Miguel, David Mesquita |
| 2018        | A volta ao mundo no Politeama | Filipe La Féria | João Baião, Dora, Filipe Albuquerque, Paula Sá, Ricardo Soler, Catarina Pereira, Samuel Albuquerque, Carina Leitão |
| 2018        | Eu saio na próxima, e você?   | Filipe La Féria | Marina Mota e João Baião ao lado dos maestros Mário Rui e Miguel Teixeira |
| 2018-2019   | Rapunzel - O Musical          | Filipe La Féria | Dora, Carina Leitão, Ricardo Soler, Filipe Albuquerque, Tiago Isidro, João Frizza, Paulo Miguel Ferreira... |
| 2019-2020   | Severa - O Musical            | Filipe La Féria | Anabela, Filipa Cardoso, Carlos Quintas, Fernando Gomes, Yola Dinis, Filipe de Albuquerque, Bruno Xavier, Cristina Oliveira, João Frizza, Francisco Sobral, Dora, Ricardo Soler, Rosa Areia, Carina Leitão, Carla Vasconcelos, Rui Vaz, David Gomes, Paulo Miguel Ferreira, Catarina Pereira, João Albuquerque Alves                                                          |
| 2020 - 2022 | Espero Por Ti no Politeama    | Filipe La Féria | Paula Sá, o extraordinário FF, a magnifica fadista e atriz Filipa Cardoso, o versátil e maravilhoso Filipe de Albuquerque, as duas grandes revelações do musical Severa, o jovem e cómico João Frizza, a escultural cantora e atriz Bruna Andrade, o impagável Jonas Cardoso                                                                                                  |
| 2021 - 2022 | A Pequena Sereia - O Musical  | Filipe La Féria | |
| 2022 - 2023 | Cinderela - O Musical         | Filipe La Féria | |
| 2022 - 2023 | Revista é Sempre Revista      | Filipe La Féria | Anabela, FF, Paula Sá, Filipa Cardoso, João Frizza, Rafaela Monteiro, Ricardo Raposo, Élia Gonzalez, Paulo Miguel Ferreira, Filipa Azevedo, Jonas Cardoso, Paula Ribas e Sara Cabeleira, |
| 2023 - 2024 | LAURA - O Musical             | Filipe La Féria | Sissi Martins, Rui Andrade, João Frizza, Filipe de Albuquerque, Sara Cabeleira, Rúben Madureira, Luís Garcia, Paula Sá, Rosa Areia, Jonas Cardoso, Élia Gonzalez, Paulo Miguel Ferreira, Andreia Ventura, Benedita Borges, Maria Gomes, Leonor Duque, Sara Esteves, Margarida, Maria Parreira, Mel Barbosa, Luna Duarte, Lara Sousa, Luísa Bacalhau e também Maria Inês Gomes |
|             |                               |                 | |
|             |                               |                 | |